# Port lotniczy Asaba
Port lotniczy Asaba (IATA: ABB, ICAO: DNAS) – port lotniczy położony w Asabie, w stanie Delta, w Nigerii. 

## Linie lotnicze i połączenia
| Linia Lotnicza          | Kierunek                   |
| ----------------------- | -------------------------- |
| Aero Contractors        | 1. Abudża 2. Lagos         |
| Air Peace               | 1. Abudża 2. Kano 3. Lagos |
| Arik Air                | 1. Abudża 2. Lagos         |
| Max Air                 | 1. Abudża                  |
| Overland Airways        | 1. Abudża                  |
| United Nigeria Airlines | 1. Abudża 2. Lagos         |